# Karađorđev park
Karađorđev park u Beogradu se prostire između Bulevara oslobođenja (Bulevar JNA) i Nebojšine ulice. Na ovom mjestu, za vrijeme napada na Beograd 1806. godine, bio je jedan od logora ustaničke vojske. Poslije zauzimanja Beograda svi poginuli ustanici ovdje su sahranjeni. Knez Aleksandar Karađorđević podigao je 1848. na tom vojničkom groblju spomenik s natpisom: "U slavu i čast srb-junacima za otečestvo hrabro izginuvšim 1806. godine podiže spomenik ovdi." To je ujedno i prvi javni spomenik podignut u Beogradu.
Park se počeo formirati poslije podizanja spomenika, a znatno je proširen 1903. i 1904. godine. kada je napravljen vijenjak (sijenica) koji i danas postoji na maloj uzvišici. Pred Drugi svjetski rat u parku je napravljeno sklonište, u kojem su 6. travnja 1941. godine, za vrijeme njemačkog bombardiranja, našla smrt 192 Beograđanina. Kamena ploča na tom mjestu podsjeća na događaj. U parku je podignuto još nekoliko spomenika.